# Nordreisa kyrka
Nordreisa kyrka (norska: Nordreisa kirke) ligger i tätorten Storslett i Nordreisa kommun i Troms fylke i norra Norge.

## Kyrkobyggnaden
Träkyrkan består av ett rektangulärt långhus med ett smalare och lägre kor i öster. Vid långhusets västra kortsida finns kyrktorn med huvudingång.

### Tillkomst och ombyggnader
Kyrkan uppfördes efter ritningar av arkitekt Christian H. Grosch och invigdes 8 oktober 1856 av biskop Knud Gislesen. Under sista krigsvintern 1944-1945 inkvarterades tyska soldater i kyrkan och bårhuset användes som häststall. Många av kyrkans inventarier försvann, men några år efter kriget återfanns dopfatet från 1856 i en hög med hästgödsel. Dopfatet restaurerades och hängdes upp i kyrkans dopsakristia som finns intill korets norra sida.

## Inventarier
- Altartavlan är utförd år 1923 av Mons Breidvik och har titeln "Nedtagelsen". Längst ned finns bibeltexten "Se det Guds Lam som bærer Verdens Synd." (Johannes 1:29). Tidigare stod ett vitmålat kors på altaret.
- På taket till dopsakristian står kyrkans gamla kyrkklocka som sprack vid en klockringning, vintern 1975, på grund av extrem kyla. En ny mindre klocka köptes in år 1976.
- 13 september år 2020 invigdes ett processionskrucifix med tillhörande ljusstakar. Krucifixet är klöverbladskors utformat av Jørgen Hansen från Skjervøy.
- Första orgeln var ett harmonium som inköptes år 1908 och placerades i koret. År 1968 fick kyrkan sin första piporgel tillverkad av Vestre orgelfabrikk. År 2005 tillkom nuvarande orgel med 19 stämmor från Robert Gustavsson Orgelbyggeri.

## Bildgalleri

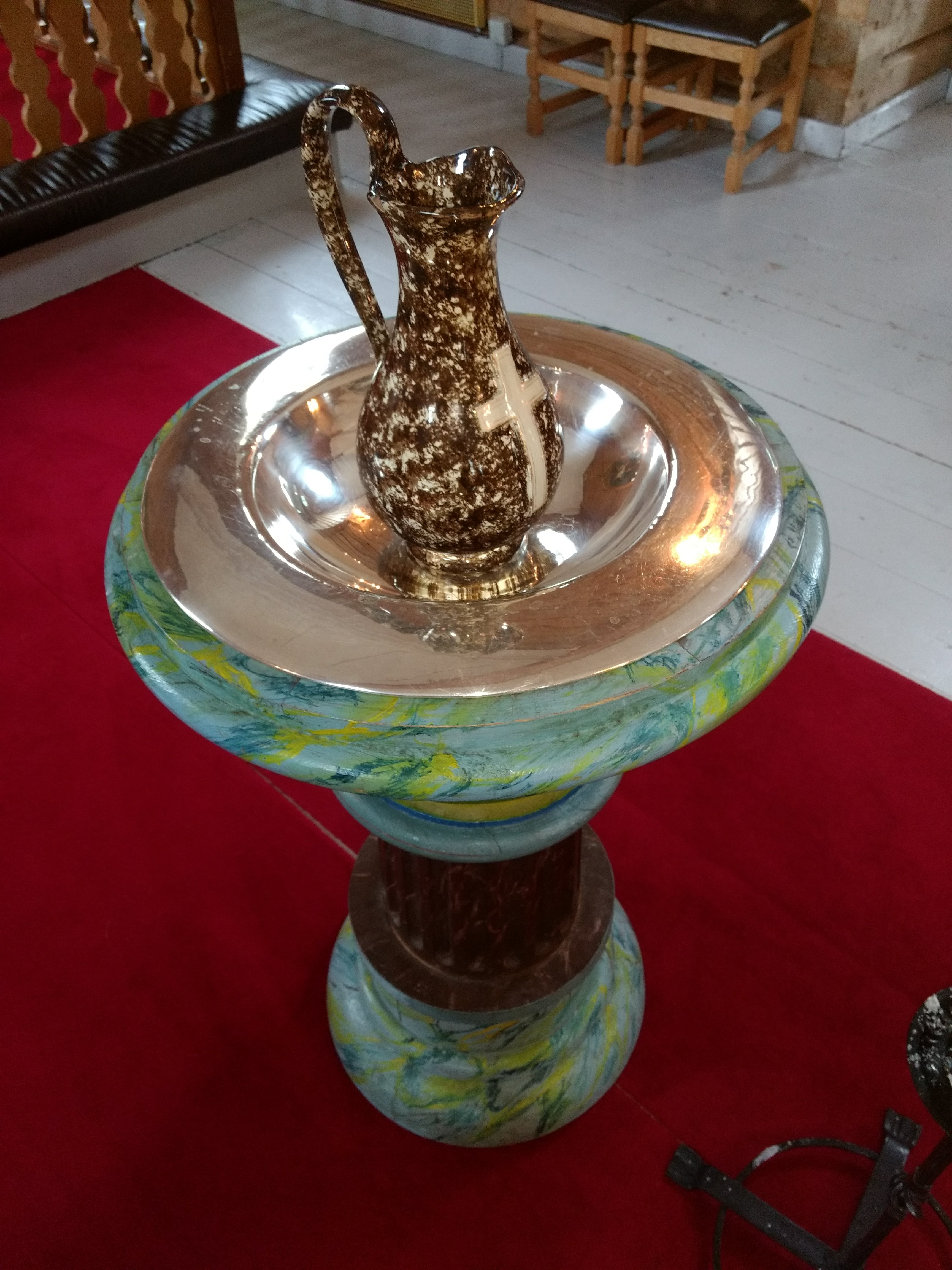
Dopfunt.
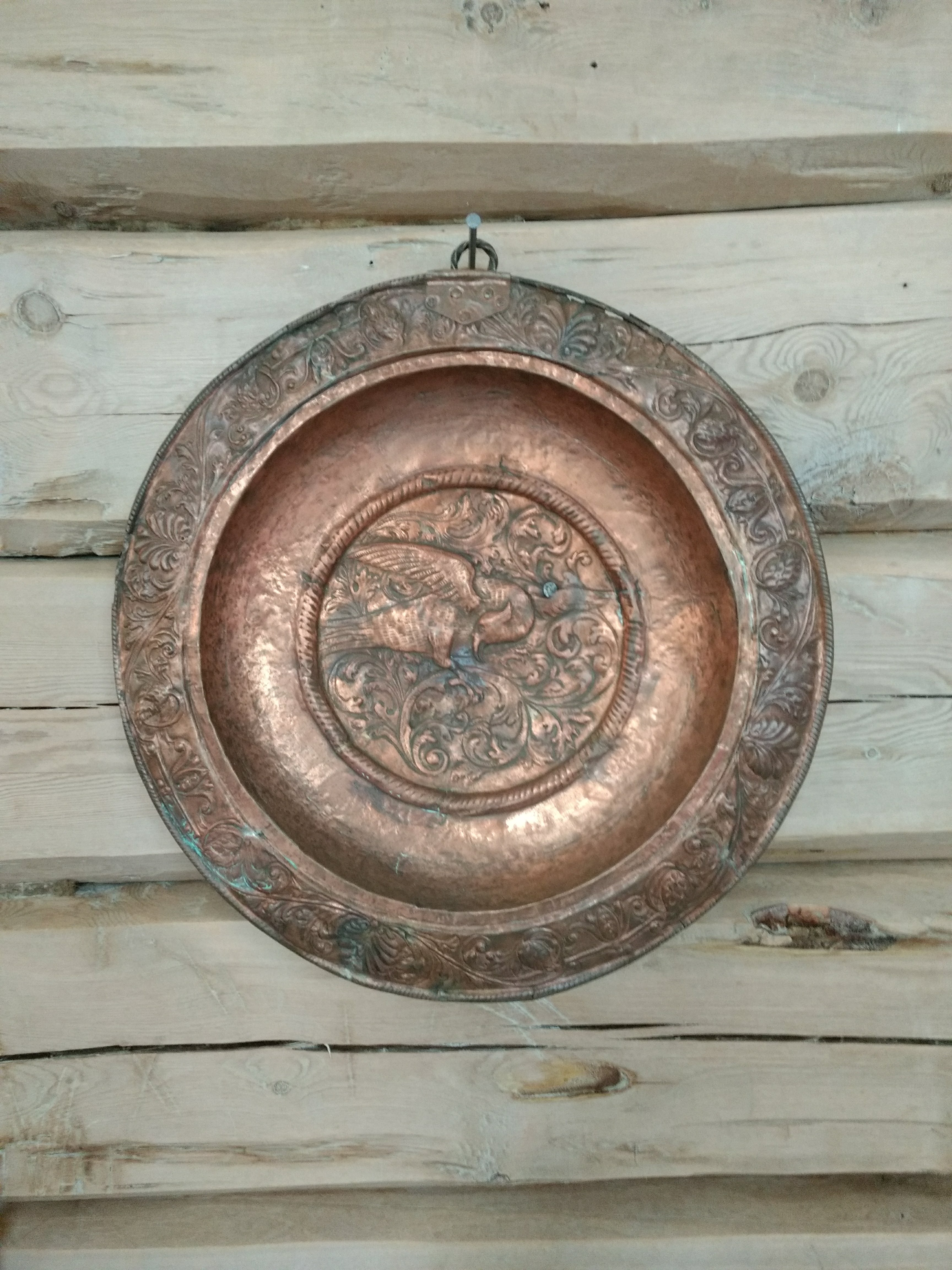
Gamla dopfatet.
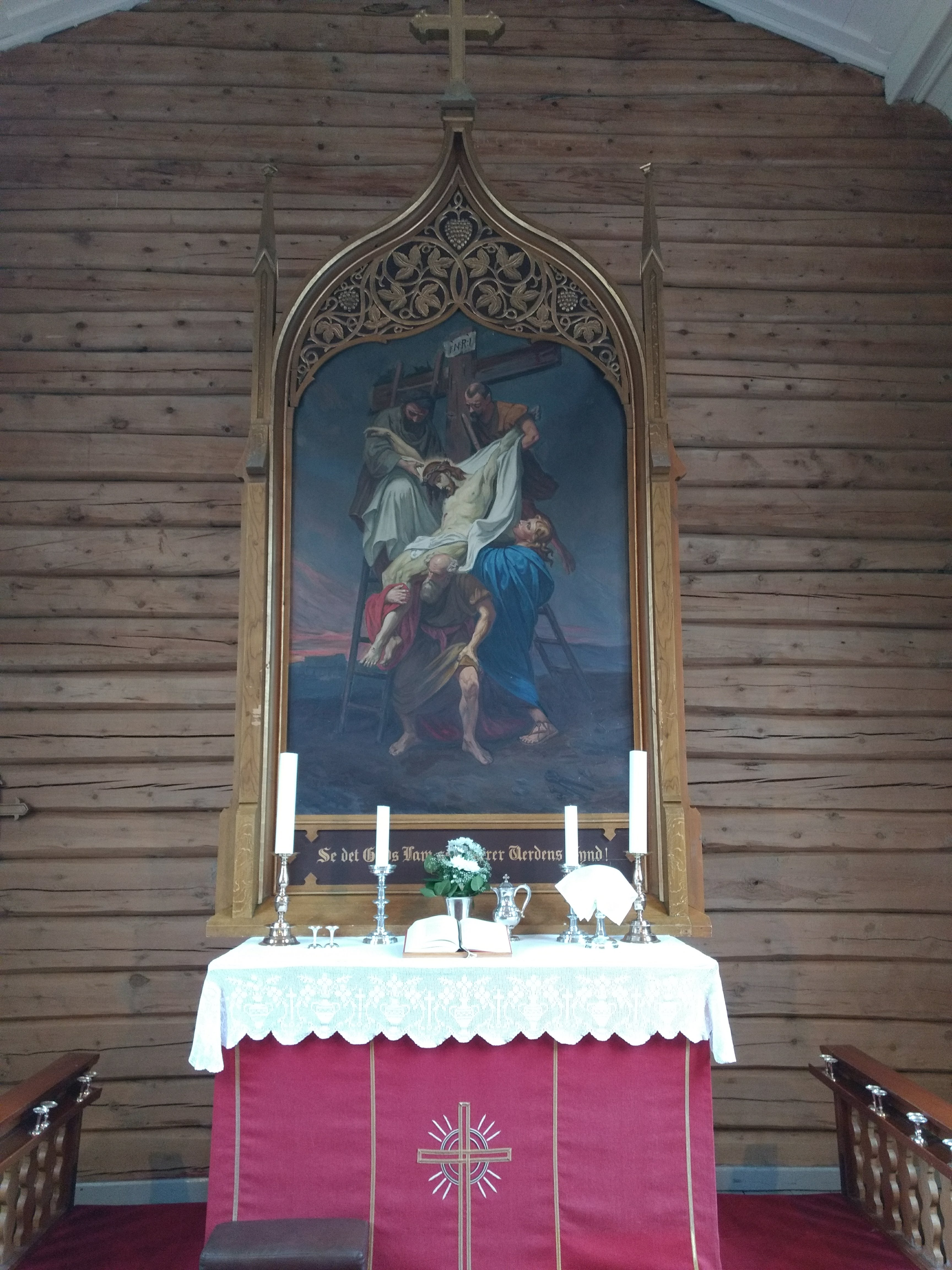
Altare med altartavla.
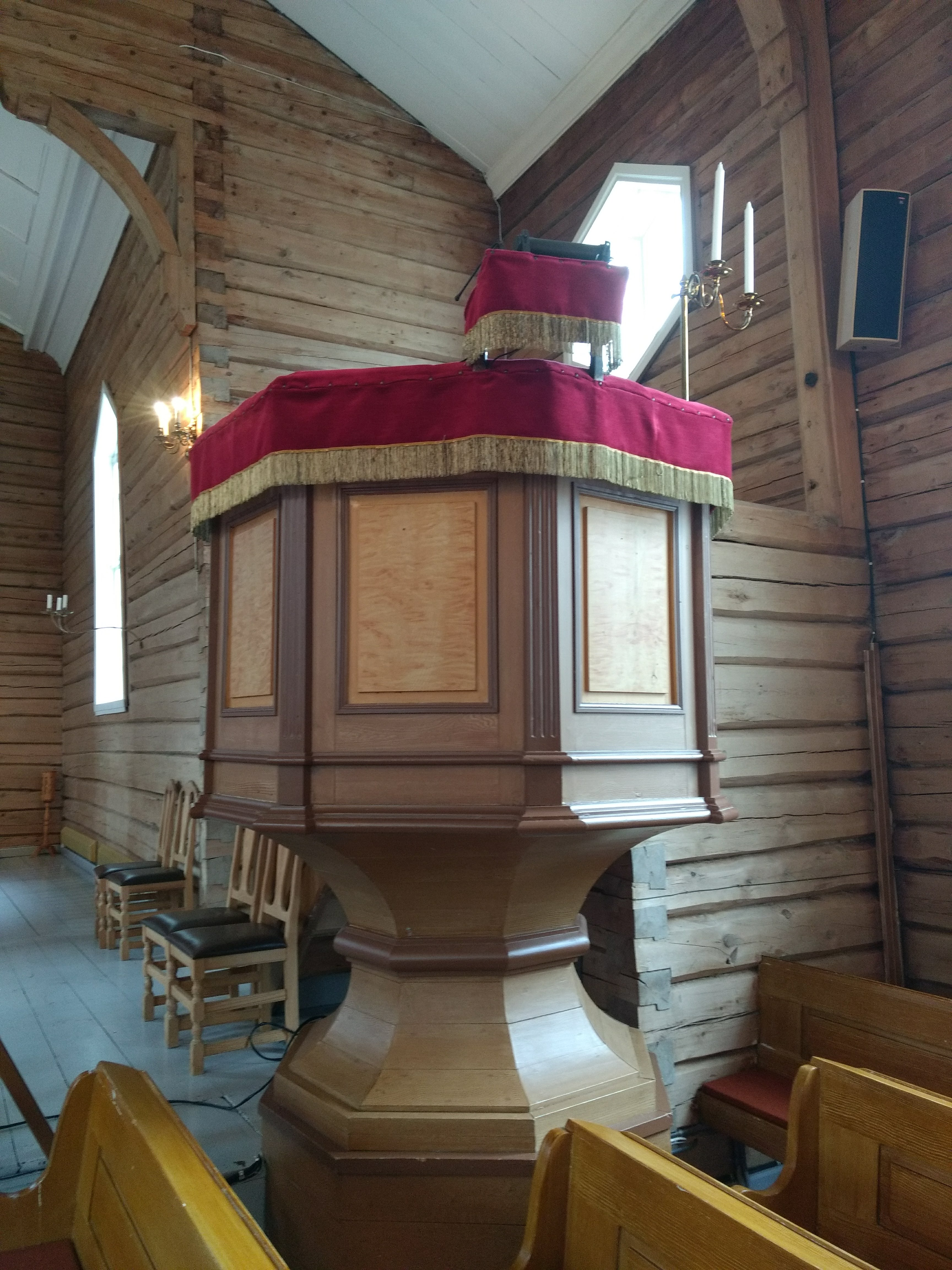
Predikstol.
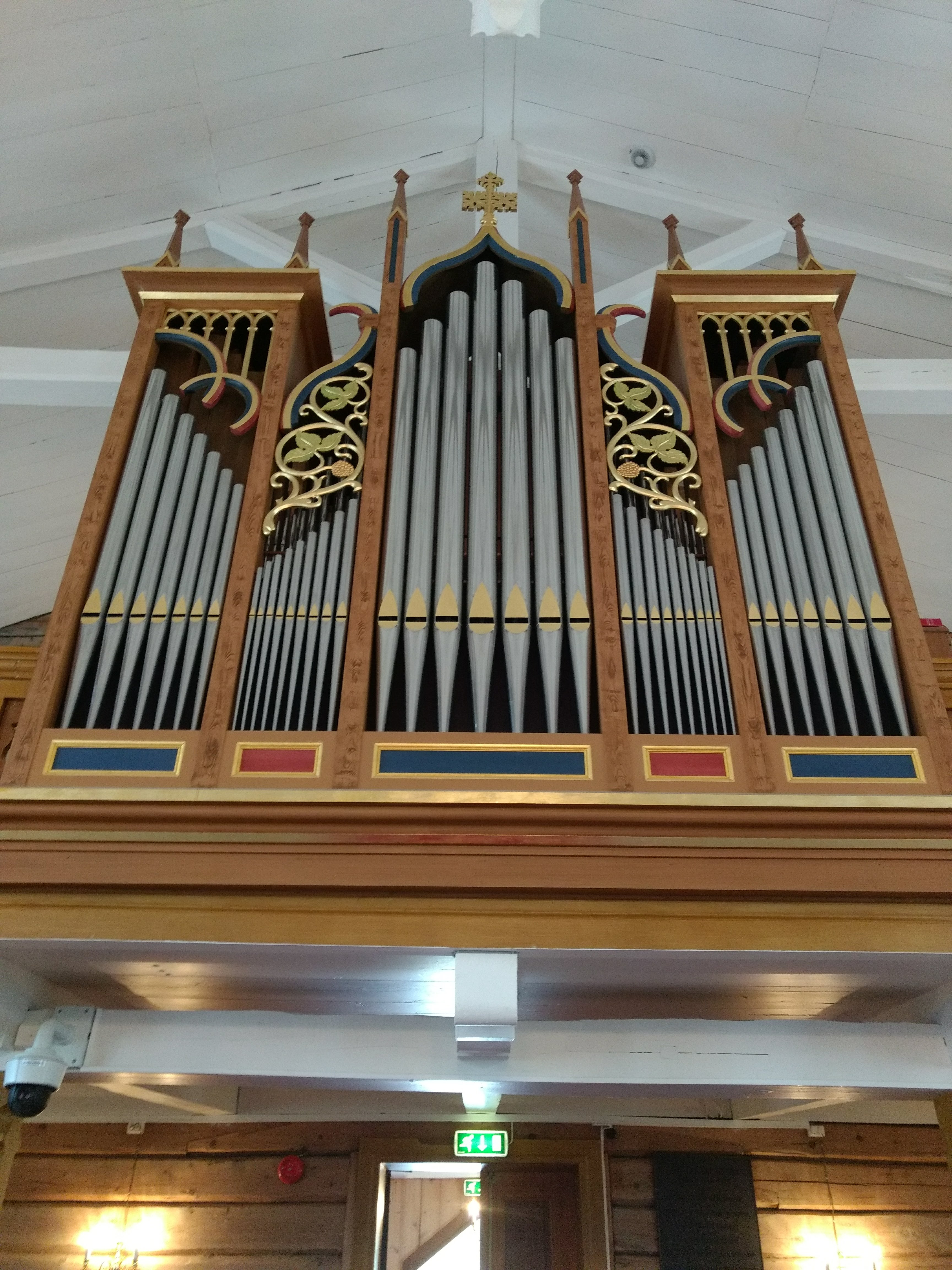
Orgel.
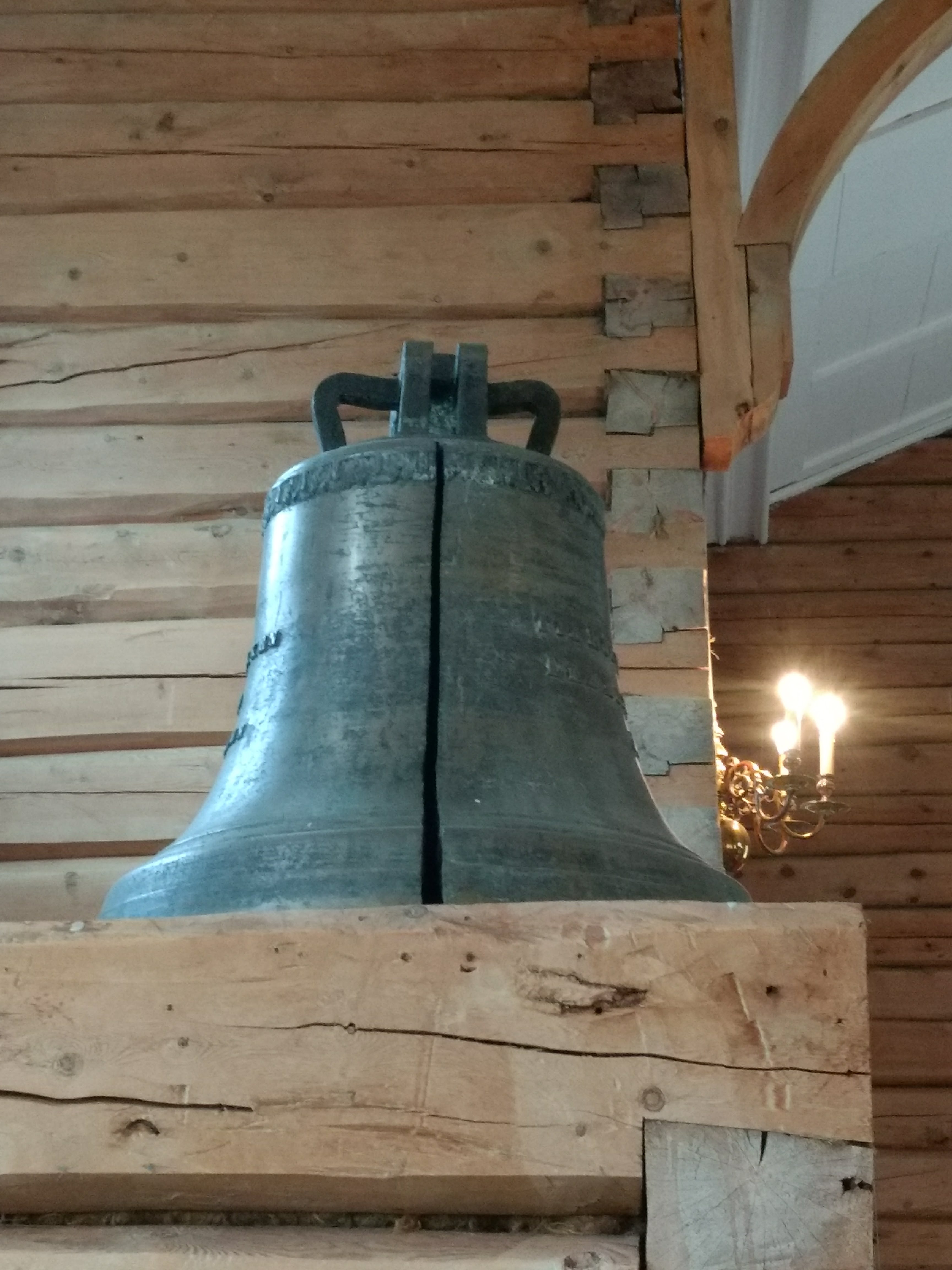
Spruckna kyrkklockan.